# Dendrochilum anfractum
Dendrochilum anfractum là một loài phong lan, tiếng Anh thường gọi là Bent Dendrochilum, đặc hữu của Philippines.